# Valea Cucului
Valea Cucului – wieś w Rumunii, w okręgu Prahova, w gminie Iordăcheanu. W 2011 roku liczyła 1016 mieszkańców.